# Boulder Hill
Boulder Hill es un lugar designado por el censo ubicado en el condado de Kendall en el estado estadounidense de Illinois. En el Censo de 2010 tenía una población de 8108 habitantes y una densidad poblacional de 2.166,45 personas por km².

## Geografía
Boulder Hill se encuentra ubicado en las coordenadas 41°42′43″N 88°20′12″O / 41.71194, -88.33667. Según la Oficina del Censo de los Estados Unidos, Boulder Hill tiene una superficie total de 3.74 km², de la cual 3.72 km² corresponden a tierra firme y (0.62%) 0.02 km² es agua.

## Demografía
Según el censo de 2010, había 8108 personas residiendo en Boulder Hill. La densidad de población era de 2.166,45 hab./km². De los 8108 habitantes, Boulder Hill estaba compuesto por el 84.45% blancos, el 4.43% eran afroamericanos, el 0.48% eran amerindios, el 0.74% eran asiáticos, el 0.04% eran isleños del Pacífico, el 7.31% eran de otras razas y el 2.55% pertenecían a dos o más razas. Del total de la población el 22.26% eran hispanos o latinos de cualquier raza.